# Blut-Tumor-Schranke
Als Blut-Tumor-Schranke (engl. blood-tumor barrier) bezeichnet man die physiologische Barriere zwischen dem Blutkreislauf und einem soliden malignen (bösartigen) Tumor.

## Beschreibung
Die Blut-Tumor-Schranke wird, wie beispielsweise auch die Blut-Hirn-Schranke, von Endothelzellen gebildet. Die von den Endothelzellen ausgekleideten Blutgefäße zur Versorgung eines Tumors mit Nährstoffen und Sauerstoff sind im Vergleich zum kontinuierlichen Endothel, das die Versorgung von normalem, nicht entartetem Gewebe gewährleistet, deutlich durchlässiger. Grundsätzlich haben die Blutgefäße von Tumoren deutlich weiter geöffnete interzelluläre Verbindungskomplexe (Tight Junctions), eine größere Anzahl von Öffnungen (Fenestrierungen) und endozytotische Vesikel. Die Basallamina ist unterbrochen oder fehlt vollständig. Diese strukturellen Veränderungen erhöhen den Durchsatz von Molekülen über die Blutgefäße zum Tumor, was wiederum einen erhöhten interstitiellen Druck im Tumor und einen reduzierten mikrovaskulären Druck bewirkt. Der interstitielle Druck kann bei humanen Tumoren um bis zu 50 mm Hg über dem in normalem Gewebe liegen.
Die Veränderungen im Endothel werden durch den Tumor selbst hervorgerufen. Eine wesentliche Rolle spielt dabei der vaskuläre Permeabilitätsfaktor (VEGF). Dieser Wachstumsfaktor wird vom Tumor an das umgebende Gewebe ausgeschüttet und erhöht die Durchlässigkeit der Blutgefäße.

## Auswirkungen
Die Veränderungen der Druckverhältnisse im Tumor haben ein verzögertes Extravasieren von Molekülen und Zellen, speziell in größeren Tumoren, zur Folge. Diese Eigenschaften der Blut-Tumor-Schranke beeinflussen das Tumorwachstum und dessen Metastasierung sowie die Diagnose und Therapie des Tumors.
Der erhöhte interstitielle Druck erschwert beispielsweise das Eindringen von Zytostatika über die Blutgefäße in das Tumorgewebe. Die Undichtigkeiten der Blut-Tumor-Schranke erschweren ebenfalls den Transport von Wirkstoffen zum Tumor.
Die erhöhte Fenestrierung des Endothels an der Blut-Tumor-Schranke wird dagegen mit dem sogenannten EPR-Effekt für das passive Drug Targeting, das heißt für den gezielten Wirkstofftransport mittels Makromolekülen oder Nanoteilchen, ausgenutzt.

## Weiterführende Literatur
- P. R. Lockman, R. K. Mittapalli u. a.: Heterogeneous blood-tumor barrier permeability determines drug efficacy in experimental brain metastases of breast cancer. In: Clinical Cancer Research. Band 16, Nummer 23, Dezember 2010, S. 5664–5678, ISSN 1078-0432. doi:10.1158/1078-0432.CCR-10-1564. PMID 20829328. PMC 2999649 (freier Volltext).
- M. Manzur, J. Hamzah, R. Ganss: Modulation of the "blood-tumor" barrier improves immunotherapy. In: Cell cycle. Band 7, Nummer 16, August 2008, S. 2452–2455, ISSN 1551-4005. PMID 18719382.
- D. R. Groothuis: The blood-brain and blood-tumor barriers: a review of strategies for increasing drug delivery. In: Neuro-Oncology. Band 2, Nummer 1, Januar 2000, S. 45–59, ISSN 1522-8517. PMID 11302254. PMC 1920694 (freier Volltext). (Review).
- E. V. Batrakova, H. E. Gendelman, A. V. Kabanov: Cell-mediated drug delivery. In: Expert Opinion on Drug Delivery. Band 8, Nummer 4, April 2011, S. 415–433, ISSN 1744-7593. doi:10.1517/17425247.2011.559457. PMID 21348773. PMC 3062753 (freier Volltext). (Review).